# 연보흠
연보흠(1969년 ~ )은 대한민국의 방송 기자이다.

## 경력
- 1996 MBC 보도국 사회부
- MBC 앵커
- MBC 국제부 기자
- 2018.06 MBC 보도국 전국팀장
- 2018.11 MBC 보도국 정치국제에디터 정치팀장
- 2021.02 ~ 2022.03 MBC 정치국제에디터
- 2022.03 ~ MBC 디지털뉴스국장

## 방송 프로그램
- MBC 《MBC 뉴스데스크》(주말 - 2005년 3월 19일 ~ 2006년 2월 26일) 박혜진 아나운서와 함께 진행
- MBC 《MBC 뉴스데스크》(주말 - 2006년 3월 4일 ~ 2007년 3월 11일) 서현진 아나운서와 함께 진행
- MBC 《시사매거진 2580》